# Michalis Tremopoulos

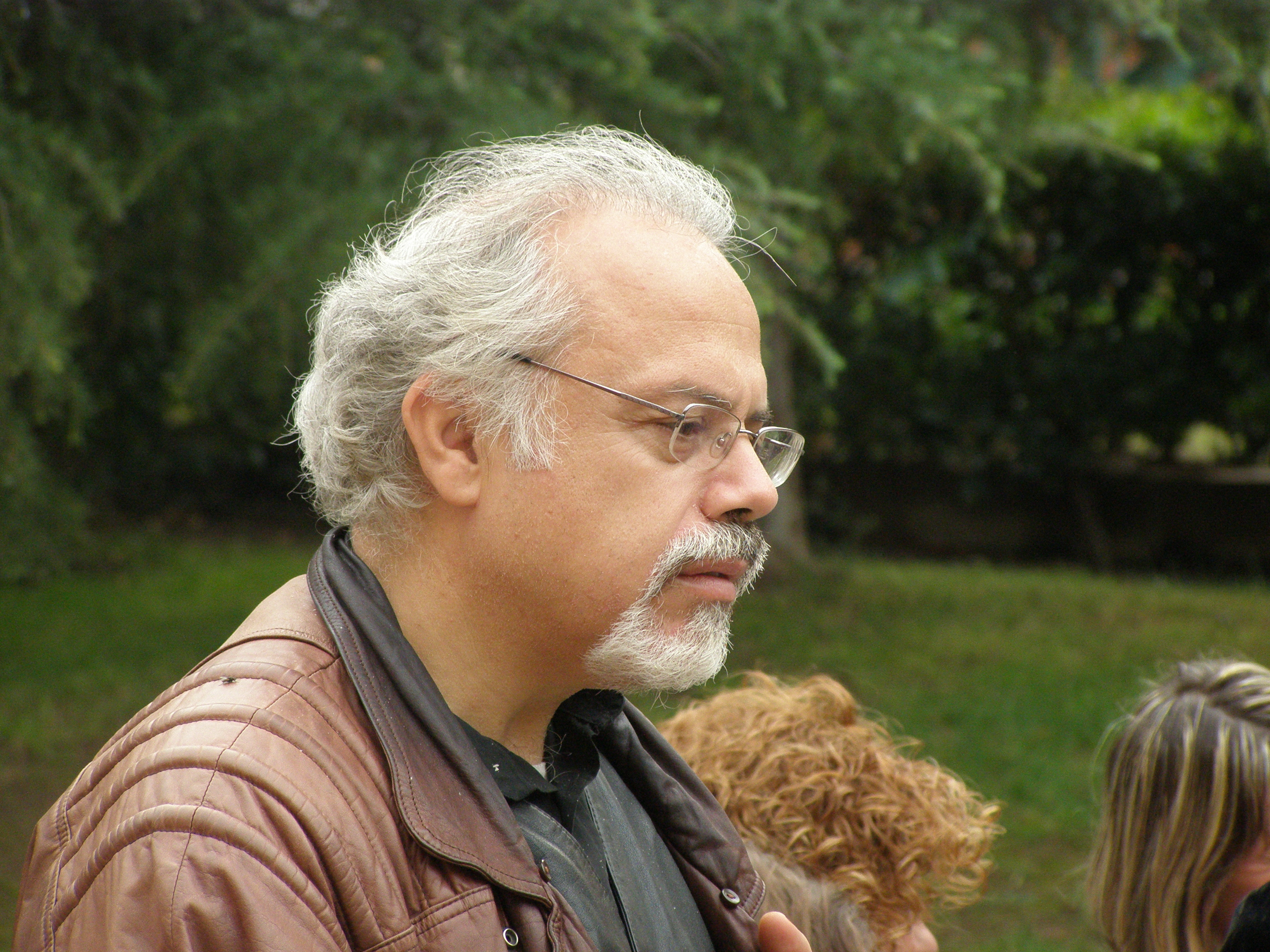
Michalis Tremopoulos

Michalis Tremopoulos (griechisch Μιχάλης Τρεμόπουλος, auch Michail Tremopoulos, * 3. März 1958 in Serres) ist ein griechischer Publizist und Politiker. Er wurde bei der Europawahl 2009 als erster und einziger Abgeordneter der Ökologen/Grüne in das Europaparlament gewählt und gehörte der Fraktion der Europäischen Grünen Partei an. Am 1. Februar 2012 gab er sein Mandat an Nikos Chrysogelos ab.

## Leben
Tremopoulos wuchs in Thessaloniki auf und studierte Rechtswissenschaft an der Aristoteles-Universität Thessaloniki sowie Sozialökonomie am Goddard College in Vermont/USA.
Seit 1981 arbeitete er als Journalist für verschiedene Presseorgane, unter anderen für die Zeitungen “Thessaloniki” und “Macedonia”, für Radio- und Fernsehsender. Dabei beschäftigte er sich vorwiegend mit Themen des Umweltschutzes, Verbraucherschutzes, Menschenrechten und der Balkanpolitik. Daneben gab er Kurse in Journalismus und Ökologie.

## Politische Laufbahn
Tremopoulos engagierte sich seit 1975 in der Umweltbewegung in Griechenland. Er war Vorsitzender der Vereinigung für die Qualität des Lebens (1978 bis 1982) und 1982 Gründungsmitglied der Ökobewegung von Thessaloniki.
1998 wurde er für die Ökologie Solidarität auf der Listenverbindung Synaspismos in den Departmentsrat von Thessaloniki gewählt.
Tremopoulos engagierte sich in Griechenland und international in zahlreichen Bürgerinitiativen, Bewegungen und Organisationen für Umweltschutz, die Verteidigung des kulturellen Erbes, des Friedens und der sozialen Solidarität, der Menschen- und Bürgerrechte.
Mit einem Aufruf ergriff Tremopoulos mit anderen im Jahre 2002 die Initiative zur Bildung des so genannten Ökologischen Forums, das Mitglieder verschiedener grüner Gruppierungen und lokaler Umweltbewegungen an einen gemeinsamen Tisch brachte und die Gründung der Partei Ökologen/Grüne auf den Weg brachte. Tremopoulos gehörte dem 18-köpfigen Panhellenischen Rats dieser Partei an und war ihr Spitzenkandidat bei den Europawahlen 2004 und 2009. Bei der Europawahl 2009 erhielt die Partei 3,49 % der Stimmen und gewann einen Sitz im Europäischen Parlament, den Tremopoulos als einziger griechischer grüner Abgeordneter einnahm.